# Clasificación para el Campeonato Africano de Naciones de 2016
La Clasificación para el Campeonato Africano de Naciones de 2016 fue el torneo que determinó a las selecciones clasificadas al Campeonato Africano de Naciones de 2016 a realizarse en Ruanda. La competencia inició el 19 de junio de 2015 y culminó el 31 de octubre del mismo año.

## Equipos participantes
De las 54 asociaciones de fútbol afiliadas a la CAF 42 participarán en el proceso clasificatorio. Al estar automáticamente clasificada por ser el país anfitrión la selección de Ruanda no participó en el torneo clasificatorio. La CAF descalificó a la selección de Argelia como consecuencia de su retiro del torneo clasificatorio para la CHAN 2014 que se desarrolló en Sudáfrica, las 10 selecciones restantes que no participaron no llegaron a inscribirse. 
Las 42 selecciones fueron divididas según la zona geográfica a la que pertenezcan, cada zona geográfica es gobernada por una de las seis asociaciones regionales en que se divide la CAF.
| Zona Norte (2 cupos)         | Zona Oeste A (2 cupos)                                                                  | Zona Oeste B (3 cupos)                                            | Zona Central (3 cupos)                                                 | Zona Centro-Este (2 cupos) + Ruanda (Anfitrión)                  | Zona Sur (3 cupos) |
| ---------------------------- | --------------------------------------------------------------------------------------- | ----------------------------------------------------------------- | ---------------------------------------------------------------------- | ---------------------------------------------------------------- | --- |
| - Libia - Marruecos - Túnez  | - Gambia - Guinea - Guinea-Bisáu - Liberia - Malí - Mauritania - Senegal - Sierra Leona | - Burkina Faso - Costa de Marfil - Ghana - Níger - Nigeria - Togo | - Camerún - República Centroafricana - Congo - Chad - RD Congo - Gabón | - Burundi - Etiopía - Kenia - Sudán - Tanzania - Uganda - Yibuti | - Angola - Botsuana - Comoras - Lesoto - Mauricio - Mozambique - Namibia - Seychelles - Suazilandia - Sudáfrica - Zambia - Zimbabue |
| Selecciones no participantes |                                                                                         |                                                                   |                                                                        |                                                                  | |
| - Argelia - Egipto           | - Cabo Verde                                                                            | - Benín                                                           | - Guinea Ecuatorial - Santo Tomé y Príncipe                            | - Eritrea - Somalia - Sudán del Sur                              | - Madagascar - Malaui |

### Sorteo
Para efectos del sorteo en todas las zonas, excepto en la zona norte, los equipos fueron divididos en dos bombos de cabezas de serie y no cabezas de serie. Los emparejamientos quedaron conformados con un equipo de cada bombo.
En aquellas zonas en las que se jugaron en dos rondas de eliminación (ronda preliminar y primera ronda) los emparejamientos de la primera ronda fueron definidos con anticipación de acuerdo al calendario del torneo presentado por la CAF.
|                     | Zona oeste A                             | Zona oeste B                      | Zona central                        | Zona centro-este       | Zona sur                                               |
| ------------------- | ---------------------------------------- | --------------------------------- | ----------------------------------- | ---------------------- | ------------------------------------------------------ |
| Cabezas de serie    | Guinea Malí Mauritania Senegal           | Ghana Níger Nigeria               | Camerún Gabón RD Congo              | Burundi Etiopía Uganda | Angola Botsuana Mozambique Sudáfrica Zambia Zimbabue   |
| No cabezas de serie | Gambia Guinea-Bisáu Liberia Sierra Leona | Burkina Faso Costa de Marfil Togo | Congo República Centroafricana Chad | Yibuti Kenia Tanzania  | Comoras Lesoto Namibia Suazilandia Mauricio Seychelles |

El sorteo se llevó a cabo el 5 de abril de 2015 en la sede de la CAF en El Cairo, Egipto, dentro del marco de la XXXVII Asamblea General Ordinaria de la CAF. La conducción del sorteo estuvo a cargo del secretario general de la CAF Hicham El Amrani, quien contó con la asistencia del segundo vicepresidente de la CAF y presidente del Comité Organizador del CHAN 2016 Almamy Kabele Camara.

## Formato de competición
Todas las zonas se juegan con un sistema de eliminación directa en una o dos rondas según sea el caso, con excepción de la zona norte que se juega con un sistema de todos contra todos en un único grupo.
En la Zona norte los tres equipos participantes son reunidos en un único grupo el cual se juega con un sistema de todos contra todos con partidos de ida y vuelta, los equipos son clasificados según los puntos obtenidos los cuales son otorgados de la siguiente manera:
- 3 puntos por partido ganado.
- 1 punto por partido empatado.
- 0 puntos por partido perdido.

Clasifican al Campeonato Africano de Naciones de 2016 los dos equipos que obtengan mayor puntaje, si dos o los tres equipos empatan en puntos se aplican los siguientes criterios de desempate:
- Mayor número de puntos obtenidos en los partidos entre los equipos en cuestión.
- Diferencia de goles resultado de los partidos entre los equipos en cuestión.
- Mayor número de goles marcados en los partidos entre los equipos en cuestión.
- Diferencia de goles en todos los partidos de grupo.
- Goles marcados en todos los partidos.
- Sistema de puntos del Fair Play.
- Sorteo por el Comité de Organización de la CAF.

En la Zona Oeste A los 8 equipos participantes forman 4 series para competir en la ronda preliminar, los 4 ganadores clasifican a la primera ronda en la que forman dos series, los ganadores obtienen los dos cupos de clasificación que otorga esta zona.
En la Zonas Oeste B los 6 equipos participantes forman 3 series, los ganadores de cada serie obtienen los 3 cupos de clasificación que otorga esta zona. La misma mecánica se aplica en la Zona central en la que los tres ganadores obtienen los 3 cupos de esta zona.
En la Zona centro-este seis de los 7 equipos participantes forman 3 series (Sudán clasifica automáticamente a la Primera ronda), los 3 ganadores clasifican a la primera ronda en la que junto a Sudán forman dos series, los ganadores obtienen los dos cupos de clasificación que otorga esta zona.
En la Zona sur los 12 equipos participantes forman 6 series para competir en la ronda preliminar, los 6 ganadores clasifican a la primera ronda en la que forman tres series, los ganadores obtienen los tres cupos de clasificación disponibles en esta zona.
Todas las series de estas cinco zonas se juega con partidos de ida y vuelta, resulta ganador de cada serie el equipo que haya marcado más goles en ambos partidos, si al final del segundo partido los dos equipos tiene la misma cantidad de goles resulta ganador el equipo que haya marcado más goles en calidad de visitante. En caso de persistir el empate se define al ganador directamente mediante tiros desde el punto penal, sin jugar tiempos extras.

## Calendario
El calendario del torneo fue presentado una vez realizado el sorteo.
| Ronda       | Jornada                          | Fechas                       |
| ----------- | -------------------------------- | ---------------------------- |
| Grupo único | Jornadas 1, 2 y 3 (En Marruecos) | 15, 18 y 21 de junio de 2015 |
| Grupo único | Jornadas 4, 5 y 6 (En Túnez)     | 19, 22 y 25 de junio de 2015 |

| Ronda            | Jornada | Fechas                        |
| ---------------- | ------- | ----------------------------- |
| Ronda preliminar | Ida     | Del 19 al 21 de junio de 2015 |
| Ronda preliminar | Vuelta  | Del 3 al 5 de julio           |
| Primera ronda    | Ida     | 17 y 18 de octubre            |
| Primera ronda    | Vuelta  | Del 23 al 31 de octubre       |

## Zona Norte
| Selección | Pts. | PJ | PG | PE | PP | GF | GC | Dif |
| --------- | ---- | -- | -- | -- | -- | -- | -- | --- |
| Marruecos | 10   | 4  | 3  | 1  | 0  | 11 | 3  | +8  |
| Túnez     | 4    | 4  | 1  | 1  | 2  | 4  | 5  | -1  |
| Libia     | 3    | 4  | 1  | 0  | 3  | 1  | 8  | -7  |

| 15 de junio de 2015, 20:00 (UTC+0) | Marruecos  | 1:1 (0:1) | Túnez       | Estadio Mohamed V, Casablanca |                             |
|                                    | Hafidi 68' | Reporte   | Aouadhi 39' | Árbitro(s): Ousmane Karembe   | Árbitro(s): Ousmane Karembe |

| 18 de junio de 2015, 22:00 (UTC+0) | Libia          | 1:0 (0:0) | Túnez | Estadio Mohamed V, Casablanca   |                                 |
|                                    | Al Khritli 75' | Reporte   |       | Árbitro(s): Brian Nsubuga Miiro | Árbitro(s): Brian Nsubuga Miiro |

| 21 de junio de 2015, 22:00 (UTC+0) | Marruecos                             | 3:0 (2:0) | Libia | Estadio Mohamed V, Casablanca       |                                     |
|                                    | Iajour 16' · Hafidi 40' · Saâdane 73' | Reporte   |       | Árbitro(s): El Fatih Wadeed Khaleel | Árbitro(s): El Fatih Wadeed Khaleel |

| 19 de octubre de 2015, 18:00 (UTC+1) | Túnez     | 1:0 (0:0) | Libia | Estadio Olímpico de Radès, Radès |                            |
|                                      | Bguir 75' | Reporte   |       | Árbitro(s): Redouane Necib       | Árbitro(s): Redouane Necib |

| 22 de octubre de 2015, 18:00 (UTC+1) | Libia | 0:4 (0:2) | Marruecos                                                   | Estadio Olímpico de Radès, Radès |                          |
|                                      |       | Reporte   | Benjelloun 26' · Lembarki 37' · Housni 83' · Ounajem 90'+3' | Árbitro(s): Daouda Gueye         | Árbitro(s): Daouda Gueye |

| 25 de octubre de 2015, 18:00 (UTC+1) | Túnez                   | 2:3 (1:1) | Marruecos                                         | Estadio Olímpico de Radès, Radès |                                 |
|                                      | Machani 28' · Bguir 80' | Reporte   | Khadrouf 20' · Achchakir 70' (pen.) · Ounajem 84' | Árbitro(s): Ibrahim Nour El Din  | Árbitro(s): Ibrahim Nour El Din |

## Zona Oeste A

### Ronda preliminar
| Fechas                    | Local ida    | Resultado global | Local vuelta | Ida   | Vuelta |
| ------------------------- | ------------ | ---------------- | ------------ | ----- | ------ |
| 20 de junio - 5 de julio  | Guinea-Bisáu | 2 – 4            | Malí         | 1 - 1 | 1 - 3  |
| 21 de junio - 27 de junio | Mauritania   | 4 – 1            | Sierra Leona | 2 - 1 | 2 - 0  |
| 22 de junio - 5 de julio  | Guinea       | 4 – 2            | Liberia      | 3 - 1 | 1 - 1  |
| 20 de junio - 4 de julio  | Senegal      | 4 – 1            | Gambia       | 3 - 1 | 1 - 0  |

| 20 de junio de 2015, 16:20 (UTC±0) | Guinea-Bisáu | 1:1 (1:1) | Malí        | Estadio 24 de Setembro, Bisáu |                  |
|                                    | Obetchi 5'   |           | Sissoko 19' | Árbitro(s): [[]]              | Árbitro(s): [[]] |

| 5 de julio de 2015, 17:00 (UTC±0) | Malí                                   | 3:1 (1:1) | Guinea-Bisáu | Estadio Polideportivo Modibo Keïta, Bamako |                               |
|                                   | B. Diarra 33' · Koné 76' · Sissoko 85' |           | Fati 29'     | Árbitro(s): Ahmed Sekou Toure              | Árbitro(s): Ahmed Sekou Toure |

| 21 de junio de 2015, 22:00 (UTC±0) | Mauritania              | 2:1 (2:0) | Sierra Leona   | Estadio Olímpico de Nuakchot, Nuakchot |                           |
|                                    | Abeid 5' · Denna 45'+1' |           | Tarawallie 85' | Árbitro(s): Boubou Traoré              | Árbitro(s): Boubou Traoré |

| 27 de junio de 2015, 22:00 (UTC±0) | Sierra Leona | 0:2 (0:2) | Mauritania                 | Estadio Olímpico de Nuakchot, Nuakchot (Mauritania) |                         |
|                                    |              |           | Dellahi 34' · Beyguili 36' | Árbitro(s): Jerry Yekeh                             | Árbitro(s): Jerry Yekeh |

| 22 de junio de 2015, 17:00 (UTC±0) | Guinea                         | 3:1 (2:0) | Liberia  | Estadio Polideportivo Modibo Keïta, Bamako (Mali) |                        |
|                                    | S. Camara 8' 38' · Sankhon 62' |           | Dweh 56' | Árbitro(s): Eric Fagla                            | Árbitro(s): Eric Fagla |

| 5 de julio de 2015, 16:00 (UTC±0) | Liberia     | 1:1 (1:0) | Guinea        | Estadio Antoinette Tubman, Monrovia |                           |
|                                   | Vitalis 38' |           | A. Camara 57' | Árbitro(s): Raymond Coker           | Árbitro(s): Raymond Coker |

| 20 de junio de 2015, 17:00 (UTC±0) | Senegal                  | 3:1 (2:1) | Gambia       | Estadio Demba Diop, Dakar |                       |
|                                    | Niang 9' 90'+3' · Ba 45' |           | Krubally 11' | Árbitro(s): Juste Zio     | Árbitro(s): Juste Zio |

| 4 de julio de 2015, 16:30 (UTC±0) | Gambia | 0:1 (0:1) | Senegal  | Estadio Independencia, Bakau |                  |
|                                   |        |           | Ndoye 7' | Árbitro(s): [[]]             | Árbitro(s): [[]] |

### Primera ronda
| Fechas             | Local ida  | Resultado global | Local vuelta | Ida   | Vuelta |
| ------------------ | ---------- | ---------------- | ------------ | ----- | ------ |
| 18 y 24 de octubre | Malí       | 3 – 2            | Mauritania   | 2 - 1 | 1 - 1  |
| 17 y 24 de octubre | (v) Guinea | 3 – 3            | Senegal      | 2 - 0 | 1 - 3  |

| 18 de octubre de 2015, 16:30 (UTC±0) | Malí                                | 2:1 (0:1) | Mauritania | Estadio del 26 de Marzo, Bamako |                             |
|                                      | Abeid 67' (a.g.) · A. Diarra 90'+2' |           | Denna 8'   | Árbitro(s): Mohamed Benouza     | Árbitro(s): Mohamed Benouza |

| 24 de octubre de 2015, 17:00 (UTC±0) | Mauritania | 1:1 (1:1) | Malí        | Estadio Olímpico de Nuakchot, Nuakchot |                                 |
|                                      | Niass 45'  |           | Bakayoko 5' | Árbitro(s): Manuel Timas Mendes        | Árbitro(s): Manuel Timas Mendes |

| 17 de octubre de 2015, 17:00 (UTC±0) | Guinea                           | 2:0 (2:0) | Senegal | Estadio del 26 de Marzo, Bamako (Malí) |                           |
|                                      | A. M. Sylla 6' · A. I. Sylla 24' |           |         | Árbitro(s): Denis Dembélé              | Árbitro(s): Denis Dembélé |

| 24 de octubre de 2015, 17:00 (UTC±0) | Senegal                   | 3:1 (1:1) | Guinea      | Estadio Demba Diop, Dakar |                          |
|                                      | Badji 13' · Keita 83' 89' |           | Bangoura 3' | Árbitro(s): Hicham Tiazi  | Árbitro(s): Hicham Tiazi |

## Zona Oeste B

### Primera ronda
| Fechas             | Local ida | Resultado global | Local vuelta        | Ida   | Vuelta |
| ------------------ | --------- | ---------------- | ------------------- | ----- | ------ |
| 18 y 30 de octubre | Ghana     | 2 – 2            | Costa de Marfil (v) | 2 - 1 | 0 - 1  |
| 17 y 25 de octubre | Nigeria   | 2 – 0            | Burkina Faso        | 2 - 0 | 0 - 0  |
| 17 y 25 de octubre | Níger     | 3 – 1            | Togo                | 2 - 0 | 1 - 1  |

| 18 de octubre de 2015, 15:00 (UTC±0) | Ghana              | 2:1 (1:1) | Costa de Marfil | Estadio Baba Yara, Kumasi    |                              |
|                                      | Fameyeh 45'+3' 89' |           | Sangaré 33'     | Árbitro(s): Juste Ephrem Zio | Árbitro(s): Juste Ephrem Zio |

| 30 de octubre de 2015, 15:30 (UTC+0) | Costa de Marfil | 1:0 (1:0) | Ghana | Stade Robert Champroux, Abiyán |                                |
|                                      | Bouah 35'       |           |       | Árbitro(s): Abderahamane Kelly | Árbitro(s): Abderahamane Kelly |

| 17 de octubre de 2015, 16:00 (UTC+1) | Nigeria                      | 2:0 (1:0) | Burkina Faso | Estadio Adokiye Amiesimaka, Port Harcourt |                           |
|                                      | Yaro 25' · Salami 76' (pen.) |           |              | Árbitro(s): Boubou Traoré                 | Árbitro(s): Boubou Traoré |

| 25 de octubre de 2015, 16:00 (UTC±0) | Burkina Faso | 0:0 | Nigeria | Estadio del 4 de Agosto, Uagadugú |  |
|                                      |              |     |         | Árbitro(s): Mohamed Ragab Omara   |  |

| 17 de octubre de 2015, 16:00 (UTC+1) | Níger                  | 2:0 (2:0) | Togo | Estadio General Seyni Kountché, Niamey |                  |
|                                      | Halidou 11' · Kowa 14' |           |      | Árbitro(s): [[]]                       | Árbitro(s): [[]] |

| 25 de octubre de 2015, 15:30 (UTC±0) | Togo      | 1:1 (1:1) | Níger    | Estadio de Kégué, Lomé  |                         |
|                                      | Akaté 20' |           | Kowa 18' | Árbitro(s): Fidel Gomes | Árbitro(s): Fidel Gomes |

## Zona Central

### Primera ronda
| Fechas             | Local ida | Resultado global | Local vuelta             | Ida   | Vuelta |
| ------------------ | --------- | ---------------- | ------------------------ | ----- | ------ |
| 18 y 23 de octubre | RD Congo  | w.o.             | República Centroafricana | -     | -      |
| 18 y 31 de octubre | Camerún   | 1 – 0            | Congo                    | 0 - 0 | 1 - 0  |
| 18 y 24 de octubre | Chad      | 1 – 2            | Gabón                    | 0 - 2 | 1 - 0  |

| 18 de octubre de 2015 | RD Congo | Cancelado | República Centroafricana | Estadio Tata Raphaël, Kinshasa |  |

| 24 de octubre de 2015                                                                                            | República Centroafricana | Cancelado | RD Congo |  |  |
| RD Congo clasifica al torneo final debido a que la República Centroafricana decidió retirarse de la competición. |                          |           |          |  |  |

| 18 de octubre de 2015, 15:00 (UTC+1) | Camerún | 0:0 | Congo | Estadio Ahmadou Ahidjo, Yaundé |  |
|                                      |         |     |       | Árbitro(s): Denis Batte        |  |

| 31 de octubre de 2015, 12:30 (UTC+1) | Congo | 0:1 (0:0) | Camerún    |                                  |                                  |
|                                      |       |           | Wandja 76' | Árbitro(s): Yves Roponat Mbourou | Árbitro(s): Yves Roponat Mbourou |

| 18 de octubre de 2015, 15:30 (UTC+1) | Chad | 0:2 (0:1) | Gabón                  | Estadio Polideportivo Idriss Mahamat Ouya, Yamena |                          |
|                                      |      |           | Mba 15' · Mandraut 84' | Árbitro(s): Lazard Tsiba                          | Árbitro(s): Lazard Tsiba |

| 24 de octubre de 2015, 15:30 (UTC+1) | Gabón | 0:1 (0:0) | Chad        | Estadio Augustin Monédan de Sibang, Libreville |                           |
|                                      |       |           | Ndiguem 69' | Árbitro(s): Belay Tadesse                      | Árbitro(s): Belay Tadesse |

## Zona Centro-Este

### Ronda preliminar
| Fechas                   | Local ida | Resultado global | Local vuelta | Ida   | Vuelta |
| ------------------------ | --------- | ---------------- | ------------ | ----- | ------ |
| 20 de junio - 4 de julio | Tanzania  | 1 – 4            | Uganda       | 0 - 3 | 1 - 1  |
| 21 de junio - 4 de julio | Yibuti    | 1 – 4            | Burundi      | 1 - 2 | 0 - 2  |
| 21 de junio - 4 de julio | Etiopía   | 2 – 0            | Kenia        | 2 - 0 | 0 - 0  |

| 20 de junio de 2015, 20:00 (UTC+3) | Tanzania | 0:3 (0:1) | Uganda                               | Estadio Amaan, Zanzíbar    |                            |
|                                    |          |           | Ssekisambu 40' 66' · Miya 90' (pen.) | Árbitro(s): Hudu Munyemana | Árbitro(s): Hudu Munyemana |

| 4 de julio de 2015, 16:00 (UTC+3) | Uganda     | 1:1 (0:0) | Tanzania         | Estadio Nakivubo, Kampala    |                              |
|                                   | Kizito 83' |           | Bocco 59' (pen.) | Árbitro(s): Djamal Aden Abdi | Árbitro(s): Djamal Aden Abdi |

| 21 de junio de 2015, 21:30 (UTC+3) | Yibuti        | 1:2 (0:0) | Burundi                   | Estadio Nacional Hassan Gouled Aptidon, Yibuti |                                 |
|                                    | Aboubaker 54' |           | Hassan 51' · Nahimana 65' | Árbitro(s): Hassan Mohamed Hagi                | Árbitro(s): Hassan Mohamed Hagi |

| 4 de julio de 2015, 15:00 (UTC+2) | Burundi              | 2:0 (1:0) | Yibuti | Estadio Príncipe Louis Rwagasore, Buyumbura |                  |
|                                   | Nshimirimana 12' 79' |           |        | Árbitro(s): [[]]                            | Árbitro(s): [[]] |

| 21 de junio de 2015, 16:00 (UTC+3) | Etiopía                      | 2:0 (1:0) | Kenia | Estadio Bahir Dar, Bahir Dar    |                                 |
|                                    | Girma 23' · Panom 77' (pen.) |           |       | Árbitro(s): Mohammed Omar Ragab | Árbitro(s): Mohammed Omar Ragab |

| 4 de julio de 2015, 16:00 (UTC+3) | Kenia | 0:0 | Etiopía | Estadio Nacional Nyayo, Nairobi  |  |
|                                   |       |     |         | Árbitro(s): Adélaïde Ali Mohamed |  |

### Primera ronda
| Fechas             | Local ida | Resultado global | Local vuelta | Ida   | Vuelta |
| ------------------ | --------- | ---------------- | ------------ | ----- | ------ |
| 17 y 25 de octubre | Uganda    | 4 – 0            | Sudán        | 2 - 0 | 2 - 0  |
| 17 y 24 de octubre | Burundi   | 2 – 3            | Etiopía      | 2 - 0 | 0 - 3  |

| 17 de octubre de 2015, 16:00 (UTC+3) | Uganda                 | 2:0 (2:0) | Sudán | Estadio Nakivubo, Kampala            |                                      |
|                                      | Kalanda 19' · Miya 36' |           |       | Árbitro(s): Luelseghed Ghebremichael | Árbitro(s): Luelseghed Ghebremichael |

| 25 de octubre de 2015, 20:00 (UTC+3) | Sudán | 0:2 (0:2) | Uganda                | Estadio de Jartum, Jartum   |                             |
|                                      |       |           | Okhuti 43' · Miya 45' | Árbitro(s): Sylvester Kirwa | Árbitro(s): Sylvester Kirwa |

| 17 de octubre de 2015, 15:30 (UTC+2) | Burundi          | 2:0 (1:0) | Etiopía | Estadio del Príncipe Louis Rwagasore, Buyumbura |                                 |
|                                      | Mavugo 1' 90'+2' |           |         | Árbitro(s): Ali Mohamed Adelaid                 | Árbitro(s): Ali Mohamed Adelaid |

| 25 de octubre de 2015, 16:00 (UTC+3) | Etiopía                            | 3:0 (1:0) | Burundi | Estadio de Adís Abeba, Adís Abeba |                              |
|                                      | Tesfaye 37' · Panom 73' 79' (pen.) |           |         | Árbitro(s): Mahmoud El-Banna      | Árbitro(s): Mahmoud El-Banna |

## Zona Sur

### Ronda preliminar
| Fechas                   | Local ida   | Resultado global | Local vuelta | Ida   | Vuelta |
| ------------------------ | ----------- | ---------------- | ------------ | ----- | ------ |
| 21 de junio - 4 de julio | Zimbabue    | 2 – 0            | Comoras      | 2 - 0 | 0 - 0  |
| 21 de junio - 4 de julio | (v) Lesoto  | 1 – 1            | Botsuana     | 0 - 0 | 1 - 1  |
| 21 de junio - 4 de julio | Namibia     | 3(5) – 3(6)      | Zambia (p)   | 2 - 1 | 1 - 2  |
| 20 de junio - 4 de julio | Mozambique  | 9 – 1            | Seychelles   | 5 - 1 | 4 - 0  |
| 20 de junio - 5 de julio | Sudáfrica   | 5 – 0            | Mauricio     | 3 - 0 | 2 - 0  |
| 21 de junio - 4 de julio | Suazilandia | 2 – 4            | Angola       | 2 - 2 | 0 - 2  |

| 21 de junio de 2015, 15:00 (UTC+2) | Zimbabue                 | 2:0 (1:0) | Comoras | Estadio Rufaro, Harare         |                                |
|                                    | Rusike 10' · Mudehwe 90' |           |         | Árbitro(s): Mbongiseni Fakudze | Árbitro(s): Mbongiseni Fakudze |

| 4 de julio de 2015, 15:00 (UTC+3) | Comoras | 0:0 | Zimbabue | Estadio de Beaumer, Moroni   |  |
|                                   |         |     |          | Árbitro(s): Samuel Chirindza |  |

| 21 de junio de 2015, 14:50 (UTC+2) | Lesoto | 0:0 | Botsuana | Estadio Setsoto, Maseru |  |
|                                    |        |     |          | Árbitro(s): [[]]        |  |

| 4 de julio de 2015, 15:00 (UTC+2) | Botsuana     | 1:1 (0:0) | Lesoto    | Estadio Nacional de Botsuana, Gaborone |                            |
|                                   | Kgaswane 88' |           | Brown 81' | Árbitro(s): Jackson Pavaza             | Árbitro(s): Jackson Pavaza |

| 21 de junio de 2015, 14:30 (UTC+1) | Namibia                     | 2:1 (0:1) | Zambia      | Estadio de la Independencia, Windhoek |                                     |
|                                    | Stephanus 52' · Nenkavu 63' |           | Kalengo 15' | Árbitro(s): Joaquin Esono Ela Eyang   | Árbitro(s): Joaquin Esono Ela Eyang |

| 4 de julio de 2015, 15:00 (UTC+2) | Zambia                                                       | 2:1 (1:1) (6:5 p.)         | Namibia                                                                  | Estadio Nkoloma, Lusaka |                         |
|                                   | Mbewe 29' · Kalengo 72'                                      |                            | Nenkavu 43'                                                              | Árbitro(s): Osiase Koto | Árbitro(s): Osiase Koto |
|                                   |                                                              | Tiros desde el punto penal |                                                                          |                         |                         |
|                                   | Mtonga · Zimba · Chirwa · Phiri · Mfune · Chepeshi · Kalengo |                            | Isaacks · Tjetjinda · Kamatuka · Keimuine · Gebhardt · Iimbondi · Hoaseb |                         |                         |

| 20 de junio de 2015, 15:00 (UTC+2) | Mozambique                                  | 5:1 (3:0) | Seychelles    | Estádio do Ferroviário, Beira |                               |
|                                    | Luís 32' 42' 49' · Reinildo 35' · Diogo 73' |           | Waye-Hive 70' | Árbitro(s): Khulasande Qongqo | Árbitro(s): Khulasande Qongqo |

| 4 de julio de 2015, 16:30 (UTC+4) | Seychelles | 0:4 (0:4) | Mozambique                                         | Estadio Linité, Victoria          |                                   |
|                                   |            |           | Luís 14' · Carvalho 20' · Gildo 37' · Reinildo 44' | Árbitro(s): Andofetra Rakotojaona | Árbitro(s): Andofetra Rakotojaona |

| 20 de junio de 2015, 15:00 (UTC+2) | Sudáfrica                       | 3:0 (3:0) | Mauricio | Estadio Dobsonville, Johannesburgo |                  |
|                                    | Gabuza 26' · Ntshangase 28' 44' |           |          | Árbitro(s): [[]]                   | Árbitro(s): [[]] |

| 5 de julio de 2015, 15:00 (UTC+4) | Mauricio | 0:2 (0:0) | Sudáfrica                   | Estadio Anjalay, Belle Vue Maurel |                          |
|                                   |          |           | Masango 69' · Letlabika 84' | Árbitro(s): Wisdom Chewe          | Árbitro(s): Wisdom Chewe |

| 21 de junio de 2015, 15:00 (UTC+2) | Suazilandia                 | 2:2 (0:1) | Angola                    | Estadio Nacional Somhlolo, Lobamba |                        |
|                                    | Tsabedze 65' · Ndzinisa 83' |           | Dário 30' · Ary Papel 54' | Árbitro(s): Emile Fred             | Árbitro(s): Emile Fred |

| 4 de julio de 2015, 15:30 (UTC+1) | Angola         | 2:0 (1:0) | Suazilandia | Estadio 11 de Novembro, Luanda        |                                       |
|                                   | Gelson 31' 86' |           |             | Árbitro(s): Lekgotla Leonard Johannes | Árbitro(s): Lekgotla Leonard Johannes |

### Primera ronda
| Fechas             | Local ida | Resultado global | Local vuelta | Ida   | Vuelta |
| ------------------ | --------- | ---------------- | ------------ | ----- | ------ |
| 18 y 25 de octubre | Zimbabue  | 4 – 2            | Lesoto       | 3 - 1 | 1 - 1  |
| 17 y 25 de octubre | Zambia    | 4 – 1            | Mozambique   | 3 - 0 | 1 - 1  |
| 17 y 24 de octubre | Sudáfrica | 2 – 3            | Angola       | 0 - 2 | 2 - 1  |

| 18 de octubre de 2015, 15:00 (UTC+2) | Zimbabue                          | 3:1 (1:0) | Lesoto         | Estadio Barbourfields, Bulawayo |                          |
|                                      | Mutuma 48' (pen.) 56' · Phiri 81' |           | Seturumane 63' | Árbitro(s): Sheha Waziri        | Árbitro(s): Sheha Waziri |

| 25 de octubre de 2015, 15:00 (UTC+2) | Lesoto          | 1:1 (0:1) | Zimbabue   | Estadio Setsoto, Maseru     |                             |
|                                      | Moyo 79' (pen.) |           | Mutuma 35' | Árbitro(s): Kalasande Qongo | Árbitro(s): Kalasande Qongo |

| 17 de octubre de 2015, 15:00 (UTC+2) | Zambia                                 | 3:0 (0:0) | Mozambique | Estadio Levy Mwanawasa, Ndola   |                                 |
|                                      | Kalengo 77' · Luchanga 80' · Sautu 89' |           |            | Árbitro(s): Hamada Nampiandraza | Árbitro(s): Hamada Nampiandraza |

| 25 de octubre de 2015, 15:00 (UTC+2) | Mozambique      | 1:1 (0:1) | Zambia    | Estadio de Machava, Matola  |                             |
|                                      | Hagi 83' (pen.) |           | Mbewe 26' | Árbitro(s): Norman Matemera | Árbitro(s): Norman Matemera |

| 17 de octubre de 2015, 15:00 (UTC+2) | Sudáfrica | 0:2 (0:0) | Angola                        | Estadio Rand, Johannesburgo    |                                |
|                                      |           |           | Mateus 54' · Ary Papel 90'+2' | Árbitro(s): Thierry Nkurunziza | Árbitro(s): Thierry Nkurunziza |

| 24 de octubre de 2015, 15:00 (UTC+1) | Angola     | 1:2 (1:1) | Sudáfrica                       | Estadio 11 de Novembro, Luanda  |                                 |
|                                      | Gelson 43' |           | Fabrício 29' (a.g.) · Lakay 90' | Árbitro(s): Mbongisseni Fakudze | Árbitro(s): Mbongisseni Fakudze |

## Goleadores
| Luís |

| Luís |

| Gelson       |
| Gatoch Panom |

| Farouk Miya |

| Winston Kalengo |

| Rodreck Mutuma |

| Gelson       |
| Gatoch Panom |

| Farouk Miya |

| Winston Kalengo |

| Rodreck Mutuma |

| Laudit Mavugo       |
| Abbas Nshimirimana  |
| Abdelilah Hafidi    |
| Mohamed Ounajem     |
| Ibrahima Sory Keita |

| Mamadou Niang     |
| Ary Papel         |
| Joel Fameyeh      |
| Sekou Camara      |
| Abdoulaye Sissoko |

| Taghiyoullah Mohamed Denna |
| Reinildo                   |
| Benyamin Nenkavu           |
| Koffi Dan Kowa             |

| Siphelele Ntshangase |
| Saad Bguir           |
| Erisa Ssekisambu     |
| Festus Mbewe         |

| Laudit Mavugo       |
| Abbas Nshimirimana  |
| Abdelilah Hafidi    |
| Mohamed Ounajem     |
| Ibrahima Sory Keita |

| Mamadou Niang     |
| Ary Papel         |
| Joel Fameyeh      |
| Sekou Camara      |
| Abdoulaye Sissoko |

| Taghiyoullah Mohamed Denna |
| Reinildo                   |
| Benyamin Nenkavu           |
| Koffi Dan Kowa             |

| Siphelele Ntshangase |
| Saad Bguir           |
| Erisa Ssekisambu     |
| Festus Mbewe         |

| Abderrahim Achchakir    |
| Abdessalam Benjelloun   |
| Rachid Housni           |
| Mouhcine Iajour         |
| Abdeladim Khadrouf      |
| Abdessamad Lembarki     |
| Marwane Saâdane         |
| Alsény Camara           |
| Ibrahim Sankhon         |
| Aboubacar Iyanga Sylla  |
| Aboubacar Mouctar Sylla |
| Aboubacar Bébé Bangoura |
| Abdoulaye Diarra        |
| Boubacar Diarra         |
| Ismaël Koné             |
| Moussa Bakayoko         |
| Aly Abeid               |
| Boubacar Beyguili       |
| Mohamed Dellahi         |

| Mamadou Niass       |
| Isac Carvalho       |
| Diogo               |
| Gildo               |
| Momed Hagi          |
| Thamsanqa Gabuza    |
| Fagrie Lakay        |
| Wandisile Letlabika |
| Mandla Masango      |
| Thabiso Brown       |
| Blessing Moyo       |
| Tsepo Seturumane    |
| Abdoulaye Ba        |
| Sylvain Badji       |
| Mouhamad Ndoye      |
| Frank Kalanda       |
| Kezironi Kizito     |
| Caesar Okhuti       |
| Marshall Mudehwe    |

| Danny Phiri        |
| Evans Rusike       |
| Mateus             |
| Dário              |
| Bizimana Hassan    |
| Shassiri Nahimana  |
| Ibrahima Sangaré   |
| Koffi Davy Bouah   |
| Achalew Girma      |
| Seyoum Tesfaye     |
| Richy Mandraut     |
| Rick Martell Mba   |
| Obetchi            |
| Malam Fati         |
| Allison Dweh       |
| Gobeom Sie Vitalis |
| Gbolahan Salami    |
| Bature Yaro        |

| Sabelo Ndzinisa    |
| Tony Tsabedze      |
| Karim Aouadhi      |
| Ali Machani        |
| Conlyde Luchanga   |
| Spencer Sautu      |
| Mpho Kgaswane      |
| Ronald Ngah Wandja |
| Nassar Ndiguem     |
| Salif Krubally     |
| Moayed Al Khritli  |
| Willy Stephanus    |
| Idrissa Halidou    |
| Gervais Waye-Hive  |
| Sallieu Tarawallie |
| Raphael Bocco      |
| Gnama Akaté        |
| Darar Aboubaker    |

| Abderrahim Achchakir    |
| Abdessalam Benjelloun   |
| Rachid Housni           |
| Mouhcine Iajour         |
| Abdeladim Khadrouf      |
| Abdessamad Lembarki     |
| Marwane Saâdane         |
| Alsény Camara           |
| Ibrahim Sankhon         |
| Aboubacar Iyanga Sylla  |
| Aboubacar Mouctar Sylla |
| Aboubacar Bébé Bangoura |
| Abdoulaye Diarra        |
| Boubacar Diarra         |
| Ismaël Koné             |
| Moussa Bakayoko         |
| Aly Abeid               |
| Boubacar Beyguili       |
| Mohamed Dellahi         |

| Mamadou Niass       |
| Isac Carvalho       |
| Diogo               |
| Gildo               |
| Momed Hagi          |
| Thamsanqa Gabuza    |
| Fagrie Lakay        |
| Wandisile Letlabika |
| Mandla Masango      |
| Thabiso Brown       |
| Blessing Moyo       |
| Tsepo Seturumane    |
| Abdoulaye Ba        |
| Sylvain Badji       |
| Mouhamad Ndoye      |
| Frank Kalanda       |
| Kezironi Kizito     |
| Caesar Okhuti       |
| Marshall Mudehwe    |

| Danny Phiri        |
| Evans Rusike       |
| Mateus             |
| Dário              |
| Bizimana Hassan    |
| Shassiri Nahimana  |
| Ibrahima Sangaré   |
| Koffi Davy Bouah   |
| Achalew Girma      |
| Seyoum Tesfaye     |
| Richy Mandraut     |
| Rick Martell Mba   |
| Obetchi            |
| Malam Fati         |
| Allison Dweh       |
| Gobeom Sie Vitalis |
| Gbolahan Salami    |
| Bature Yaro        |

| Sabelo Ndzinisa    |
| Tony Tsabedze      |
| Karim Aouadhi      |
| Ali Machani        |
| Conlyde Luchanga   |
| Spencer Sautu      |
| Mpho Kgaswane      |
| Ronald Ngah Wandja |
| Nassar Ndiguem     |
| Salif Krubally     |
| Moayed Al Khritli  |
| Willy Stephanus    |
| Idrissa Halidou    |
| Gervais Waye-Hive  |
| Sallieu Tarawallie |
| Raphael Bocco      |
| Gnama Akaté        |
| Darar Aboubaker    |

| Fabrício (Jugando contra Sudáfrica) |

| Aly Abeid (Jugando contra Mali) |

| Fabrício (Jugando contra Sudáfrica) |

| Aly Abeid (Jugando contra Mali) |

## Clasificados

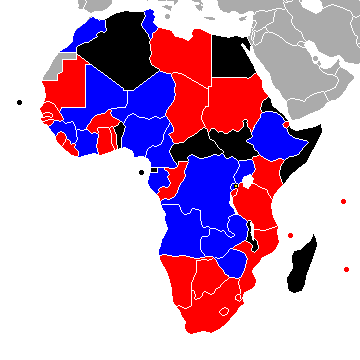
Situación de los países respecto a la clasificación.
Clasificado.
Eliminado.
Descalificado, retirado o no participó.
No pertenece a la CAF.

| Clasificado. | Eliminado. |

| Bandera de Ruanda    | Bandera de República Democrática del Congo | Bandera de Marruecos  | Bandera de Túnez      |
| Ruanda               | RD Congo                                   | Marruecos             | Túnez                 |
| Organizador          | Zona Central                               | Zona Norte            | Zona Norte            |
| Clasificado: 29/1/11 | Clasificado: 13/10/15                      | Clasificado: 22/10/15 | Clasificado: 22/10/15 |

| Bandera de Angola     | Bandera de Gabón      | Bandera de Mali       | Bandera de Guinea     |
| Angola                | Gabón                 | Malí                  | Guinea                |
| Zona Sur              | Zona Central          | Zona Oeste A          | Zona Oeste A          |
| Clasificado: 24/10/15 | Clasificado: 24/10/15 | Clasificado: 24/10/15 | Clasificado: 24/10/15 |

| Bandera de Etiopía    | Bandera de Zambia     | Bandera de Zimbabue   | Bandera de Niger      |
| Etiopía               | Zambia                | Zimbabue              | Níger                 |
| Zona Centro-Este      | Zona Sur              | Zona Sur              | Zona Oeste B          |
| Clasificado: 25/10/15 | Clasificado: 25/10/15 | Clasificado: 25/10/15 | Clasificado: 25/10/15 |

| Bandera de Nigeria    | Bandera de Uganda     | Bandera de Costa de Marfil | Bandera de Camerún    |
| Nigeria               | Uganda                | Costa de Marfil            | Camerún               |
| Zona Oeste B          | Zona Centro-Este      | Zona Oeste B               | Zona Central          |
| Clasificado: 25/10/15 | Clasificado: 25/10/15 | Clasificado: 30/10/15      | Clasificado: 31/10/15 |